# Anablepsoides iridescens
Anablepsoides iridescens är en fiskart som beskrevs av Fels och De Rham, 1981. Arten ingår i släktet Anablepsoides, och familjen Rivulidae. Inga underarter finns listade i Catalogue of Life.